# 石の客

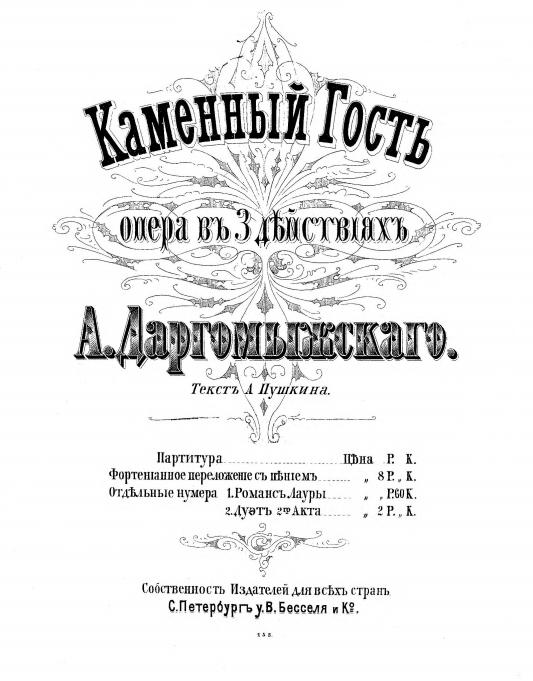
スコアの表紙

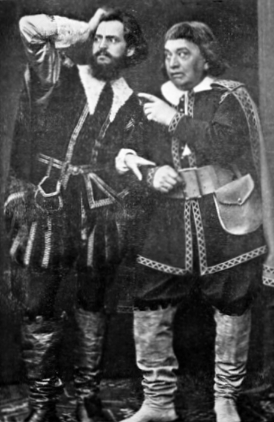
ドン・ファン（コミッサルジェフスキー）とレポレッロ（ペトロフ）

『石の客』（いしのきゃく、ロシア語: Каменный гость）は、アレクサンドル・プーシキンが1830年に発表した戯曲を基にアレクサンドル・ダルゴムイシスキーが作曲した全3幕からなるロシア語のオペラ。ドン・ファンの伝説を元にしている。ダルゴムイシスキーの代表作である。

## 概要
プーシキンの『石の客』は1830年に書かれた『小悲劇』の中の一篇で、モーツァルトの作曲した『ドン・ジョヴァンニ』と共通するところもあるが（レポレッロは『ドン・ジョヴァンニ』の設定をそのまま持ってきている）、話やドン・ファンの性格はかなり異なっている。
ダルゴムイシスキーの『石の客』は彼の4番目のオペラで、プーシキンの戯曲から新たにリブレットを作ることをせず、可能なかぎりプーシキンの言葉をそのまま音楽化したものである。オペラの伝統的な形式を排し、実際の言葉から音楽を合わせるリアリズムは、『ルサルカ』（1856年初演）以来のダルゴムイシスキーのオペラの特徴になっている。
完成前の1869年に作曲者が死亡してしまったため、セザール・キュイが補筆完成し、ニコライ・リムスキー＝コルサコフがオーケストレーションを施した版が1872年2月16日（グレゴリオ暦では2月28日）にサンクトペテルブルクのマリインスキー劇場でナプラヴニクの指揮によって初演された。フョードル・コミッサルジェフスキーがドン・ファン、オシップ・ペトロフがレポレッロ、ユリア・プラトノヴァがドンナ・アンナ、イヴァン・メルニコフがドン・カルロスを演じた。
後に1898年から1902年にかけて、リムスキー＝コルサコフは改訂を行い、オーケストレーションもやり直した。1903年には新たに前奏曲を追加した。現在通常演奏されるのはこの改訂版である。しかし、ダルゴムイシスキーがわざと汚ない音に作曲した決闘の場面の音楽は、改訂版では作り変えられてしまった。
オペラは完成前からほとんど伝説的な高い地位を与えられていたが、現実に上演されることは少ない。

## 登場人物
- ドン・ファン（テノール）
- レポレッロ（バス）- ドン・ファンの従者
- ドンナ・アンナ（ソプラノ）- 騎士長の未亡人
- ドン・カルロス（バリトン）- 騎士長の兄弟
- ラウラ（メゾソプラノ）- 女優
- ラウラの客たち（テノール、バス）
- 修道士（バス）
- 騎士長の像（バス）

## あらすじ

### 第1幕
ドン・ファンは騎士長ドン・アルヴァーロ殺害の罪によって追放されていたが、ひそかに戻ってきて、従者レポレッロとともにマドリード郊外の修道院に隠れる。騎士長の未亡人であるドンナ・アンナが毎日修道院にある騎士長の墓を訪れていることを知ったドン・ファンは、彼女を誘惑しようと考える。
マドリードの町に忍びこんだドン・ファンはまず元の恋人である女優ラウラのところにやってくるが、騎士長の兄弟ドン・カルロスとはち合わせしてしまう。ドン・カルロスはドン・ファンに決闘を申し込むが、決闘でドン・カルロスは殺される。

### 第2幕
ドン・ファンは修道士に変装して修道院にしのびこみ、ドンナ・アンナを誘惑することに成功する。ドンナ・アンナの家を翌晩訪れる約束をかわす。ドン・ファンは自分がドンナ・アンナの家にいる間、墓地の騎士長の像を家に招こうと言うが、像がうなづいたのでドン・ファンとレポレッロは恐れる。

### 第3幕
ドンナ・アンナの家でひと夜を過ごしたドン・ファンは、自分の正体を明かす。ドンナ・アンナは彼が夫の騎士長を殺した犯人であることを知るが、すでに彼を愛してしまっていた。ドンナ・アンナがドン・ファンにキスすると、騎士長の像が家にやってきて、ドン・ファンを地獄にひきずりこむ。

## 録音
メロディア録音はサイト「ソビエト連邦のレコード・カタログ」の検索結果による。
| 録音年 | 指揮者 管弦楽団・合唱団                                                   | 配役 ドン・ファン レポレッロ ドンナ・アンナ ドン・カルロス ラウラ 修道士 騎士長の像 第1の客 第2の客 | レーベル     | 備考 |
| ------ | ------------------------------------------------------------------------- | --- | ------------ | ---- |
| 1946   | アレクサンドル・オルロフ指揮 モスクワ放送交響楽団 モスクワ放送合唱団      | ドミトリー・タールホフ ゲオルギー・アブラーモフ ナターリヤ・ロジェストヴェンスカヤ ダニイル・デミャーノフ ニーナ・アレクサンドリイスカヤ コンスタンティン・ポリャーエフ アレクセイ・コロリョフ グーゴ・ティッツ ヴァレリー・ネフスキー | メロディア   |      |
| 1959   | ボリス・ハイキン指揮 全連邦放送オペラ・シンフォニー・オーケストラ、合唱団 | アレクセイ・マスレンニコフ ゲオルギー・パンコフ ガリーナ・ヴィシネフスカヤ ウラディーミル・ザハーロフ イリーナ・アルヒーポヴァ アレクセイ・コロリョフ ゲンナジー・トロイツキー アレクセイ・ウスマノフ アナトリー・ブラゴフ             | メロディア   |      |
| 1977   | マルク・エルムレル指揮 ボリショイ劇場管弦楽団、合唱団                     | ヴラディーミル・アトラントフ アレクサンドル・ヴェデルニコフ タマーラ・ミラーシキナ ウラディーミル・ヴァライティス タマーラ・シニャフスカヤ レフ・ヴェルニゴラ ウラディーミル・フィリッポフ ヴィタリー・ヴラーソフ ヴィタリー・ナルトフ | メロディア   |      |
| 1994   | アンドレイ・チスチャコフ指揮 ボリショイ劇場管弦楽団、合唱団               | ニコライ・ヴァシリエフ ヴャチェスラフ・ポチャプスキー マリーナ・ラーピナ ニコライ・レシェトニャ－ク タチヤーナ・エラーストヴァ ボリス・ベシコ アレクサンドル・アルヒーポフ ピョートル・グルボキー                                      | SAISON RUSSE |      |